# Adel Osseiran
Adel Osseiran (arab. عادل عسيران, ur. 1905, zm. 1998) – libański polityk, przewodniczący Zgromadzenia Narodowego Libanu w latach 1953–1959.